# Eduard August Otto de Casembroot

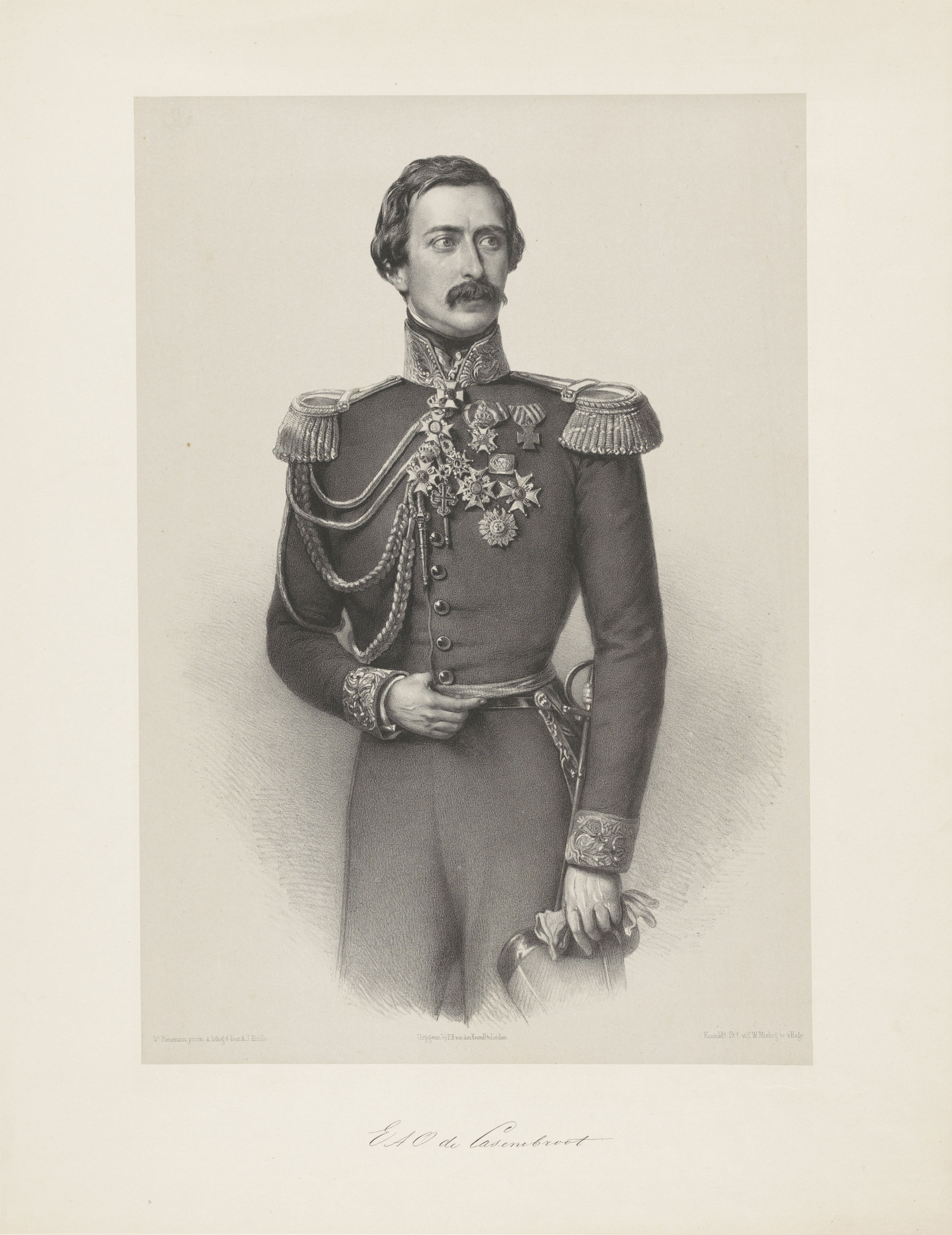
Eduard August Otto de Casembroot

Jhr. Eduard August Otto de Casembroot (* 20. Juni 1812 in Oud-Vossemeer, Tholen, Frankreich, heute: Provinz Zeeland; † 28. September 1883 in Den Haag) war ein niederländischer Offizier und konservativer Politiker, der unter anderem zwischen 1859 und 1862 Kriegsminister in den Kabinetten Rochussen, Van Hall/Van Heemstra und Van Zuylen van Nijevelt/Van Heemstra war.

## Leben
Eduard August Otto de Casembroot, dessen aus Breda stammender Vater Bürgermeister von Sint Maartensdijk war, war zwischen dem 30. Januar 1820 bis 12. Oktober 1837 Kammerherr im Sonderdienst der Königin Wilhelmina und wurde als Offizier der Grenadiere von 1849 bis 8. Januar 1850 zum Militärhaushalt Seiner Majestät des Königs abgeordnet, wo er stellvertretender Gouverneur der Söhne von König Wilhelm III., Wilhelm Nikolaus Alexander Friedrich Karl Heinrich (1840–1879), Wilhelm Friedrich Moritz Alexander Heinrich Karl (1843–1850) und Wilhelm Alexander Karl Heinrich Friedrich (1851–1884), sowie im Anschluss zwischen dem 8. Januar 1850 und dem 4. September 1858 Gouverneur seiner Königlichen Hoheit, des Kronprinzen Wilhelm Nikolaus Alexander Friedrich Karl Heinrich von Oranien. Daneben fungierte er vom 18. Juni 1852 bis zu seinem Tode am 28. September 1883 auch Adjutant im außerordentlichen Dienst von König Willem III. und wurde als solcher am 10. Mai 1853 zum Major (Majoor) des Generalstabs vom 10. Mai 1853 bis September 1858 sowie im September 1858 zum Oberst (Kolonel) des Generalstabs befördert. Trotz dieser Dienststellungen befand er sich zwischen dem 4. September 1858 und dem 1. September 1859 auf Auslandsurlaub.
Nach dem Rücktritt von Cornelis Theodorus van Meurs wurde de Casembroot am 1. September 1859 als Kriegsminister (Minister van Oorlog) in das Kabinett Rochussen berufen und bekleidete dieses Ministeramt vom 23. Februar 1860 bis zum 14. März 1861 auch im Van Hall/Van Heemstra sowie zwischen dem 14. März 1861 und dem 1. Februar 1862 im Kabinett Van Zuylen van Nijevelt/Van Heemstra. Während seiner Amtszeit wurde er am 3. September 1860 zum Generalmajor (Generaal-majoor) befördert. 1861 brachte er zusammen mit Innenminister Schelto van Heemstra das Nationale Milizgesetz (Wet op de Nationale Militie) auf den Weg. Dieses Gesetz regelte Größe, Zusammensetzung und Organisation der Miliz. Die Größe der Miliz wurde auf 55.000 Mann festgelegt, wofür möglichst viele Freiwillige rekrutiert wurden. Die Ergänzung erfolgte durch Auslosung männlicher Bewohner im Alter von 20 Jahren mit einer jährlichen Quote von 11.000. Es bestand die Möglichkeit, dass man gegen eine Gebühr im Wege der sogenannten Substitution (Plaatsvervanging) ersetzt werden konnte. Im Januar 1862 lehnte er die Berufung als Kriegsminister in das Kabinett Thorbecke II ab, woraufhin dieser Posten von Johan Wilhelm Blanken übernommen wurde.
Nach seinem Ausscheiden aus der Regierung wurde Eduard August Otto de Casembroot durch Königlichen Erlass vom 27. Juni 1862 zum Mitglied des Staatsrates (Raad van State), ein Verfassungsorgan zur Beratung der Regierung, ernannt und gehörte diesem vom 1. Juli 1862 bis 1. November 1865 an, nachdem er durch Königlichen Erlass vom 14. Oktober 1865 ehrenhaft entlassen wurde. Während seiner Mitgliedschaft im Staatsrat gehörte er den dortigen Kriegs- und Marineabteilungen an. 1879 erfolgte seine Beförderung zum Generalleutnant (Luitenant-generaal). Ein Schwager von ihm war Bürgermeister von Sint Maartensdijk und Scherpenisse.